# کیقباد (کلیبر)
کیقباد (به ترکی آذربایجانی: کاغبات) روستایی در استان آذربایجان شرقی ایران است که در دهستان ییلاق بخش مرکزی شهرستان کلیبر واقع شده‌است.